# Svinnegarns källa

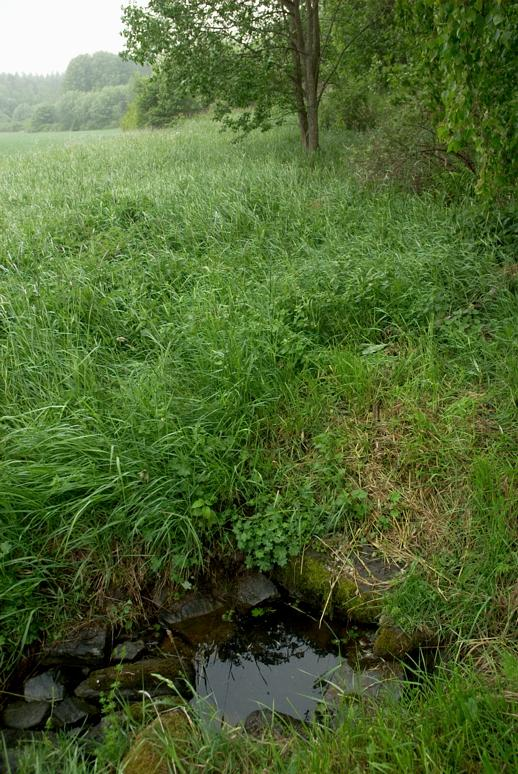
Svinnegarns källa, maj 2007.

Svinnegarns källa eller Svinngarns källa är en trefaldighetskälla i Svinngarn, Enköpings kommun.

## Historik
På 1930-talet daterade lingvisten Elis Wadstein offerbruket vid källan till forntiden. Han försökte även i ortnamnet Svinnegarn spåra Sveanamnet, och såg Svinnegarn som svearnas urcentrum. Denna forskning utdömdes dock av Nils Ahnlund, som betraktade källkulten som medeltida, något som även senare forskare anslutit sig till. En stenbyggnad som Gunnar Ekholm grävde ut intill källan 1934 anses av en enig forskning som medeltida. Ett spekulativt argument för att källan skulle ha äldre anor är dess närhet till Eriks gata .
På 1500-talet omtalas i norska källor Svinnegarns källa som en vallfartsort. Här fanns även ett medeltida gille, S:t Bartholomei gille, som hade till uppgift att ordna förplägnad åt de pilgrimer som vallfärdade till källan. Sankt Barthalomeus hade enligt en gammal munklegend räddats från att drunkna i en källa, och sågs därför som trefaldighetskällornas skyddshelgon. Gillet hade en gillestuga i Svinnegarns by, som ännu fanns kvar då historikern Johan Hadorph 1681 besökte byn, och beskrevs som en kostelig gammal valvkällare med pelare mitt uti, väl 18 alnar lång och 13 bred.
I samband med reformationen förbjöds dyrkandet av källan. Laurentius Petri besökte själv källan 23 januari 1544 och lät då bryta ned krucifixet som stod vid källan för att låta bränna det. Historikern Johannes Messenius berättar senare om ett under som skall ha inträffat i samband med detta. På väg till Uppsala skall krucifixet ha fastnat i en ett par grindstolpar efter vägen, och en i följet skall ha tagit en yxa och huggit av kristusfigurens arm för kunna få kärran igenom. I samma ögonblick skall hans arm ha förlamats, så att han aldrig mer kunde bruka den. Messenius berättar även en annan sägen kopplad till källan. Cecilia Stenbock, ägare till Haga slott inte långt från källan skall ha låtit fylla den med sten för att få bukt med offrandet. Nästa morgon hade källan befunnits rensad från sten och med rikare och klarare flöde än någonsin. Lokalt har en annan variant av sägnen, där en adelsfru på Husaby låtit fylla källan med grus, vilket ledde till att alla drängarna, liksom oxarna som deltagit i arbetet, liksom fru Ingeborg blev blinda. Sedan gruset bortförts och flera mässor blivit lästa, återfick oxarna och drängarna sin syn, men fru Ingeborg förblev blind fram till sin död.
Tron på källans magiska krafter upphörde inte heller. David von Schulzenheim beskrev 1782 att om trefaldighetsaftonen inte mindre än 4-6000 personer samlades kring källan, för att dricka ur och bada i källan. Ännu Arvid August Afzelius beskrev 1841 hur tusentals människor samlades kring källan på trefaldighetsaftonen. Mot slutet av 1800-talet minskade dock seden, för att i början av 1900-talet nästan helt försvinna.
Nathan Söderblom försökte under moderna förtecken återuppliva traditionen, och 1943 bildades ett S:t Bartholomei gille efter förebild av det medeltida gillet med samma namn.